# Операція «Гренейд»
Операція «Гренейд» (англ. Operation Grenade) — наступальна операція американської 9-ї армії генерал-лейтенанта Вільяма Сімпсона, яка проводилася в Рейнській області в ході боїв на Західному фронті Другої світової війни. Операція була частиною більших подій Рейнської кампанії лютого-березня 1945 року.

## Перебіг операції
Під командуванням 21-ї групи армій британського фельдмаршала Бернарда Монтгомері 9-та армія США генерала Вільяма Худа Сімпсона розпочала наступ у північно-східному напрямку, щоб відновити з'єднання з англо-канадськими силами 1-ї канадської армії лейтенант-генерала Гаррі Крірара, обидві армії мали завдання прорвати німецьку лінію оборони на кордоні між Німеччиною та Нідерландами (операція «Верітебл»). Головною перешкодою перед військами Сімпсона була річка Рур. Форсування через річку розпочалося вранці 23 лютого 1945 року на ділянці між голландським містом Рурмонд та німецьким Дюрен після важкого підготовчого бомбардування. Німецькі захисники 15-ї армії генерала Густава-Адольфа фон Цангена чинили запеклий опір, захищаючи береги Рура. Однак німецьке угруповання, що протистояло наступу американських військ являло собою слабку концентрацію розтерзаних дивізій, знищених попередніми наступами союзників, і їм не вистачало сил для відбиття наступу противника. В результаті чого 9-та армія США, яка чисельно багатократно переважала сили противника, прорвала рубежі оборони вермахту та міцно закріпилася на східному березі Рура.
Другою фазою грандіозного наступу союзників з просування до Рейну став прорив за планом операції «Ламберджек» американських військ 1-ї армії генерал-лейтенанта Кортні Ходжеса та 3-ї армії генерал-лейтенанта Джорджа С. Паттона. Третя фаза включала наступ за планом «Андертон» у північно-східному напряму до Рейну 7-ї американської армії генерал-лейтенанта Патча зі складу 6-ї групи армій союзників генерала Джейкоба Л. Деверса з французькою 1-ю армією Жана де Тассіньї, яка наступала праворуч.
Введення американських бронетанкових підрозділів з плацдарму на схід від Рура вирішило долю німців: просторі рівнинні території за річкою були ідеальним рельєфом для успішного ведення операцій бронетанковими силами, і американські підрозділи швидко прорвалися в тил оборони вермахту. Наступ 9-ї армії продовжувався вглиб від берегів Рейну між Дюссельдорфом на півдні та Везелем на півночі, де американські війська були зупинені до 10 березня.

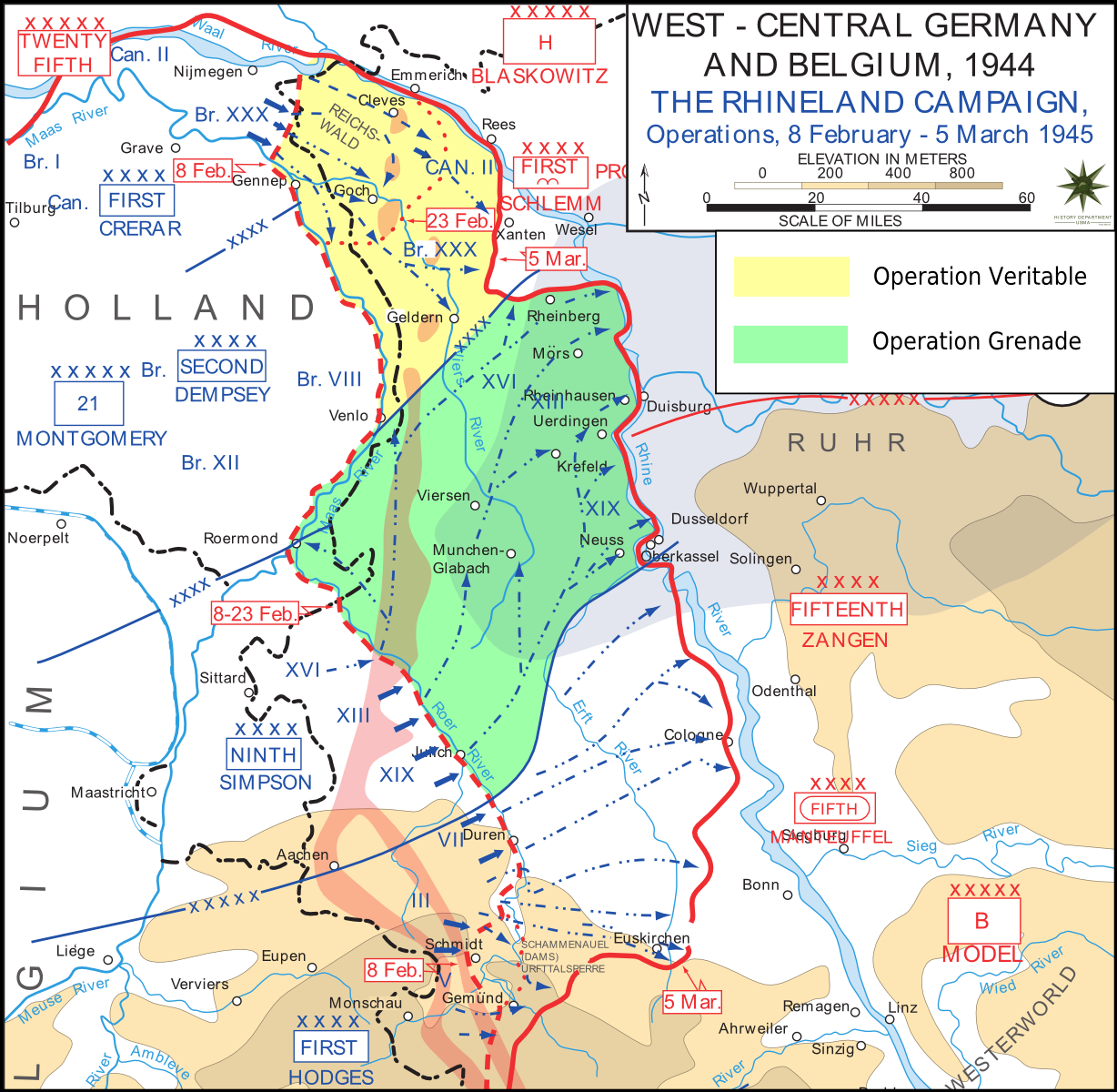
Карти Рейнської кампанії. 1945